# Eragrostis lateritica
Eragrostis lateritica är en gräsart som beskrevs av Jean Marie Bosser. Eragrostis lateritica ingår i släktet kärleksgrässläktet, och familjen gräs.
Artens utbredningsområde är Madagaskar. Inga underarter finns listade i Catalogue of Life.